# Oxyodes scrobiculata
Oxyodes scrobiculata là một loài bướm đêm trong họ Noctuidae.

## Hình ảnh

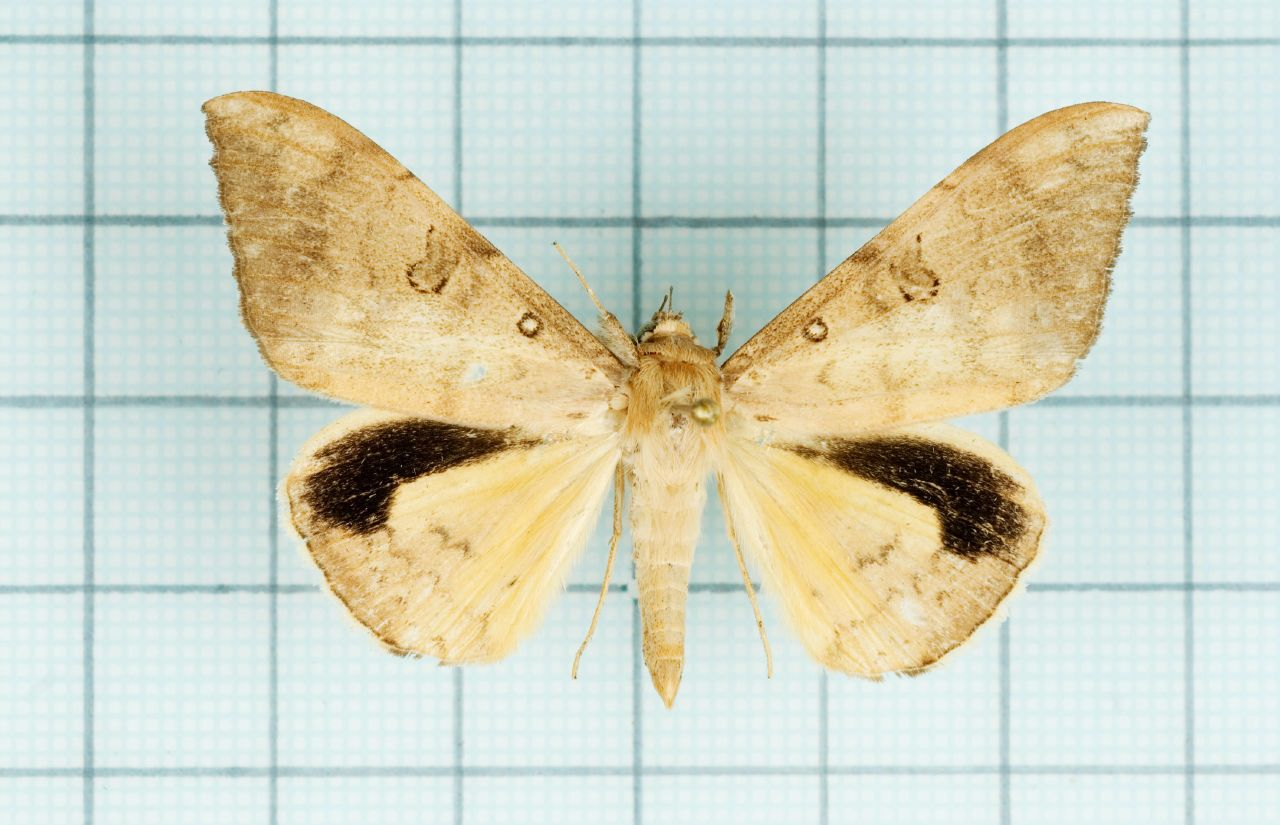
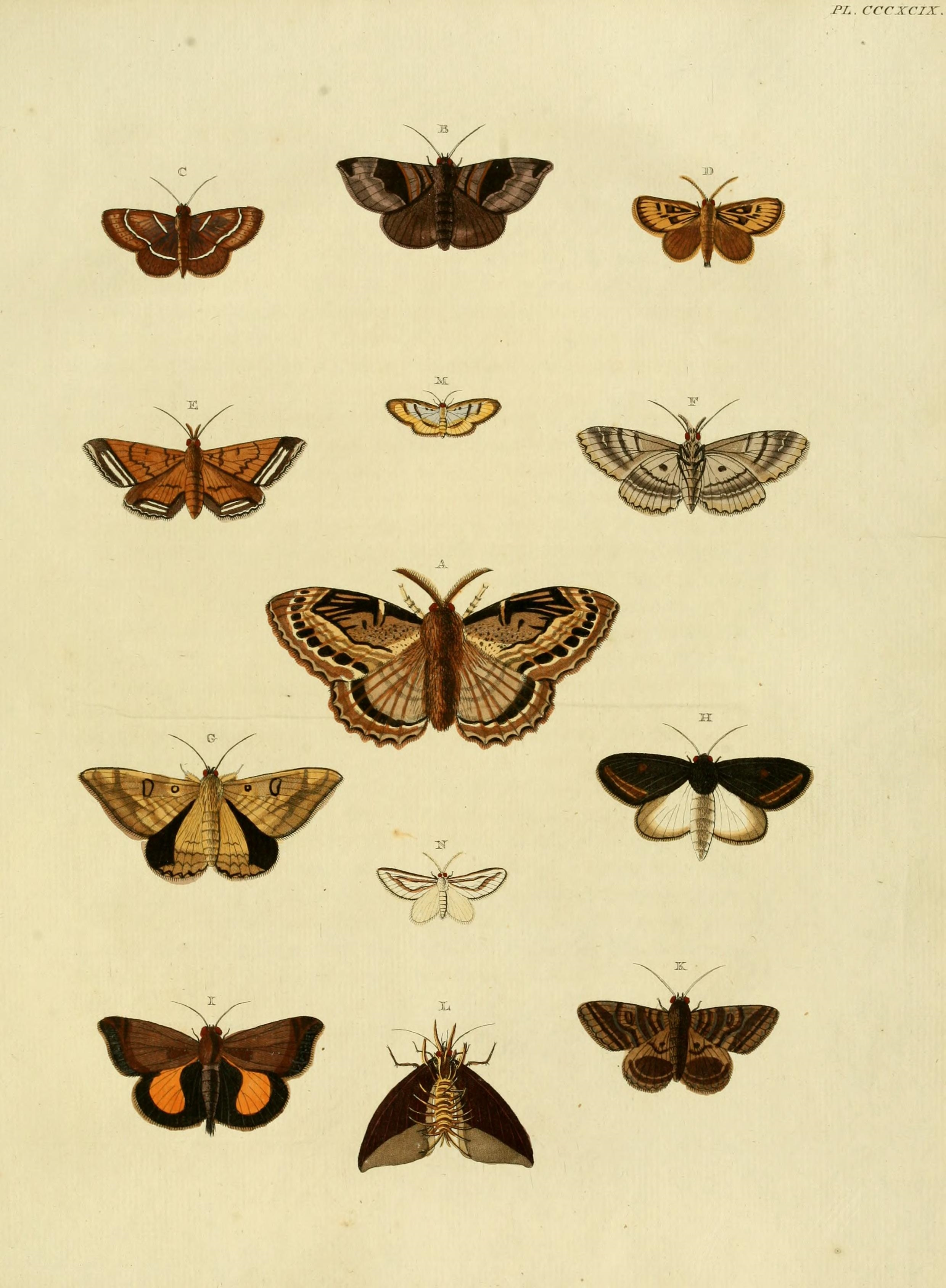
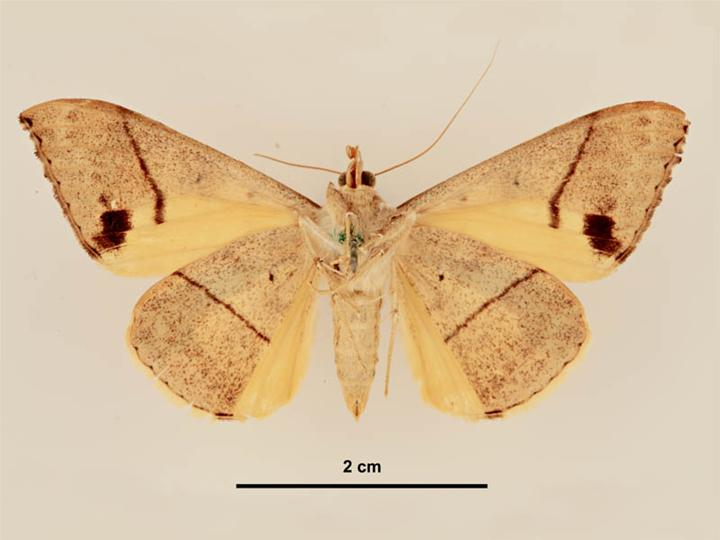
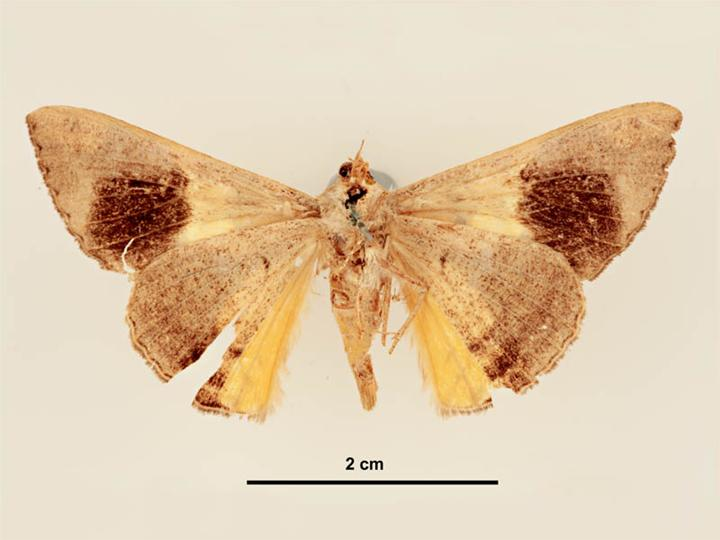